# Josh Klinghoffer
Josh Klinghoffer, született Josh Adam Klinghoffer (Los Angeles, Kalifornia, 1979. október 3. –)             amerikai zenész. 2009-től 2019 decemberéig a Red Hot Chili Peppers gitárosa.
Leginkább a Red Hot Chili Peppersnek köszönhetően és John Frusciante szólólemezeiről lehet ismerős, hiszen már hét albumon is segített Fruscianténak, legutóbb például a 2009-es The Empyreanon. Emellett 2007-től segítette a Red Hot Chili Pepperst, jó pár számban (This Velvet Glove, Wet Sand, She’s Only 18 stb.) koncerteken is játszott. Ezenkívül ismert session gitáros, sok előadóval dolgozott együtt (PJ Harvey, Bob Forrest, Gnarls Barkley, Tricky, Perry Farrell, Beck); az utolsó projektje a Dot Hacker nevű zenekar volt.

## Turnék
- Vincent Gallo (Gitár, basszusgitár, billentyűsök, 2001)
- Butthole Surfers (Gitár és dob, 2001)
- Beck (Gitár, 2003)
- Golden Shoulders (Basszusgitár, 2003)
- Moris Tepper (Dob, 2004)
- PJ Harvey (Gitár és dob, 2004)
- Michael Rother (Dob, 2004)
- Sparks (Gitár, 2006)
- Gnarls Barkley (Gitár és szintetizátor, 2006–2008)
- Red Hot Chili Peppers (Gitár, ének/vokál, ütősök, szintetizátor: 2007 Stadium Arcadium Tour)
- Gnarls Barkley (Gitár, ének/vokál, szintetizátor, 2008)

## Diszkográfia
- The Bicycle Thief – "You Come and Go Like a Pop Song" (1999)
- Perry Farrell – "Song Yet To Be Sung" (2001)
- Tricky – "Blowback" (2001)
- Golden Shoulders – "Let My Burden Be" (2002)
- John Frusciante – "Shadows Collide With People" (2004)
- John Frusciante – "The Will to Death" (2004)
- Golden Shoulders – "Friendship Is Deep" (2004)
- Ataxia – "Automatic Writing" (2004)
- John Frusciante – "Inside of Emptiness" (2004)
- John Frusciante & Josh Klinghoffer – "A Sphere In The Heart Of Silence" (2004)
- PJ Harvey – "Itunes Originals" (2004)
- Thelonious Monster – "California Clam Chowder" (2004)
- Gemma Hayes – "The Roads Don't Love You" (2005)
- The Format – "Dog Problems" (2006)
- Bob Forrest – "Modern Folk and Blues: Wednesday" (2006)
- PJ Harvey – "The Peel Sessions 1991 – 2004" (2006)
- Spleen – "Nun Lover!" (2007)
- The Diary of IC Explura – "A Loveletter to the Transformer, Pt. 1" (2007)
- Charlotte Hatherley – "The Deep Blue" (2007)
- Golden Shoulders – "Friendship Is Deep (Reissue)" (2007)
- Ataxia – "AW II" (2007)
- Neon Neon – "Stainless Style" (2008)
- Gnarls Barkley – "The Odd Couple" (2008)
- Martina Topley-Bird – "The Blue God" (2008)
- Pocahaunted – "Chains" (2008)
- Headless Heroes – "The Silence of Love" (2008)
- John Frusciante – "The Empyrean" (2009)
- Warpaint – "Exquisite Corpse" (Manimal Vinyl 2009)
- Bambi Lee Savage – "GJ and the PimpKillers" (2009)
- Golden Shoulders – "Get Reasonable" (2009)